# Catena Bric Froid-Rochebrune-Beal Traversier
La catena Bric Froid-Rochebrune-Beal Traversier, nota anche come massiccio del Queyras, è un massiccio montuoso delle Alpi Cozie (Alpi del Monginevro). Si trova in Francia (dipartimento delle Alte Alpi) e in misura minore in Italia (provincia di Torino).
Prende il nome dalle tre montagne più significative: la Punta Ramiere (detta anche Bric Froid), il Pic de Rochebrune ed il Pic du Béal Traversier.

## Collocazione
Secondo le definizioni della SOIUSA la Catena Bric Froid-Rochebrune-Beal Traversier ha i seguenti limiti geografici: Colle del Monginevro, Valle Argentera, Col Mayt, Valle del Guil, valle della Durance, Colle del Monginevro.
Essa raccoglie la parte occidentale delle Alpi del Monginevro.

## Classificazione
La SOIUSA definisce la Catena Bric Froid-Rochebrune-Beal Traversier come un supergruppo alpino e vi attribuisce la seguente classificazione:
- Grande parte = Alpi Occidentali
- Grande settore = Alpi Sud-occidentali
- Sezione = Alpi Cozie
- Sottosezione = Alpi del Monginevro
- Supergruppo = Catena Bric Froid-Rochebrune-Beal Traversier
- Codice =  I/A-4.II-B

## Suddivisione
La Catena Bric Froid-Rochebrune-Beal Traversier viene suddivisa in tre gruppi e sei sottogruppi:
- Gruppo Ramière-Merciantaira (4)
  - Sottogruppo della Ramière (4.a)
  - Sottogruppo del Merciantaira (4.b)
- Gruppo del Rochebrune (5)
  - Cresta del Petit Rochebrune (5.a)
  - Cresta del Pic de Rochebrune (5.b)
- Gruppo del Beal Traversier (6)
  - Cresta Peygu-Beaudouis-Haut Mouriare (6.a)
  - Cresta del Beal Traversier (6.b)

## Montagne

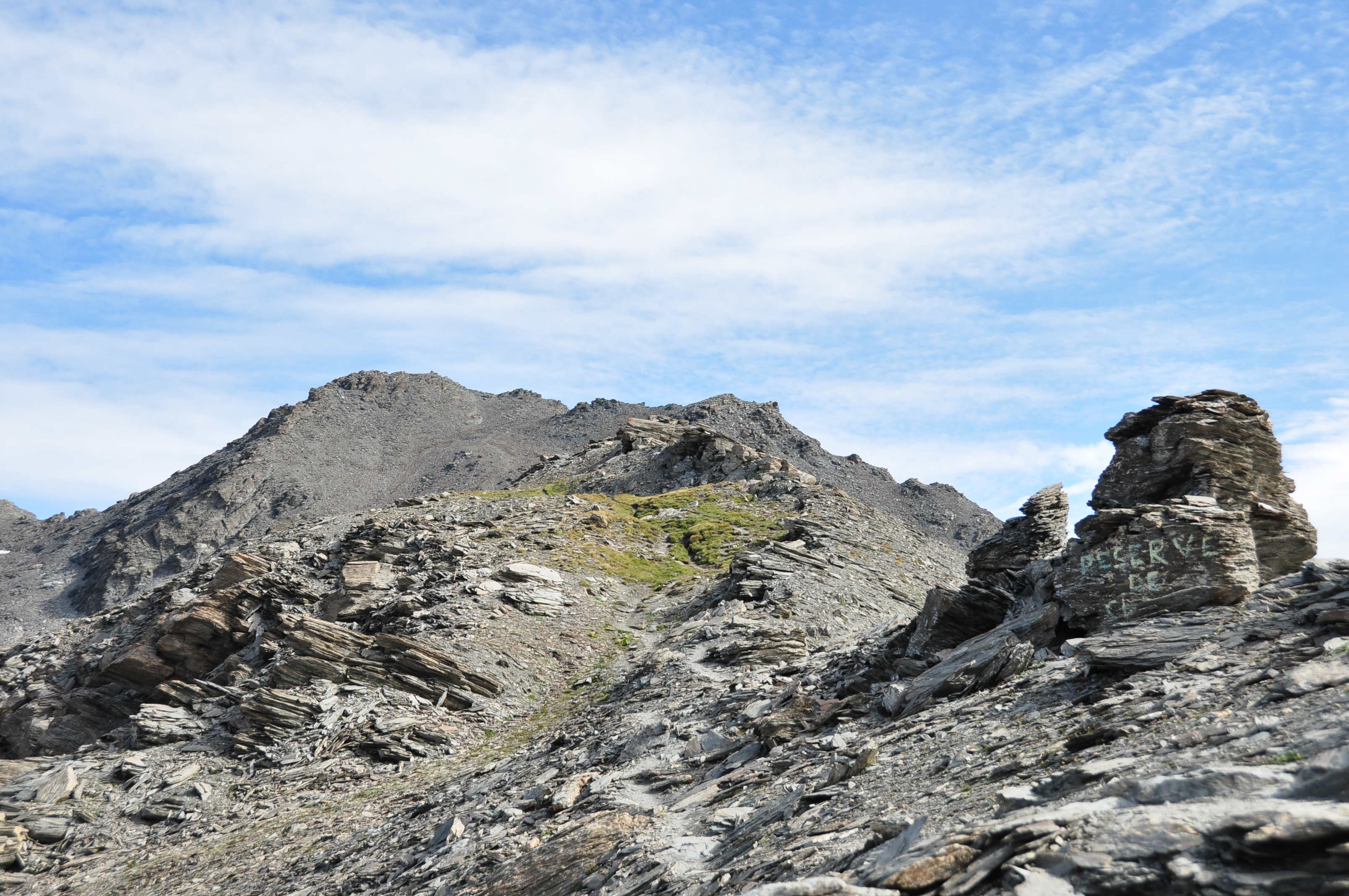
La Punta Merciantaira o Grand Glaiza

Le montagne principali appartenenti alla Catena Bric Froid-Rochebrune-Beal Traversier sono:
- Pic de Rochebrune - 3.324 m
- Punta Ramiere - 3.303 m
- Punta Ciatagnera - 3.295 m
- Punta Merciantaira - 3.293 m
- Roc del Boucher - 3.285 m
- Punta Serpentiera - 3.267 m
- Cima del Pelvo - 3.264 m
- Cime de Chabrieres - 3.162 m
- Monte Terra Nera - 3.100 m
- Pic de Petit Rochebrune - 3.078 m
- Pic Lombard - 2.975 m
- Cima Dormillouse - 2.945 m
- Pic du Béal Traversier - 2.910 m
- Pic du Malrif - 2.906 m
- Pic de Beaudouis - 2.833 m
- Grand Peygu - 2.796 m
- Cima Dorlier - 2.757 m
- Clot de la Cime - 2.729 m
- Petit Peygu - 2.662 m
- Monte Chenaillet - 2.650 m
- Monte Gimont - 2.646 m
- Sommet de Château Jouan - 2.565 m
- Monte La Plane - 2.545 m
- Sommet des Anges - 2.459 m
- Cima Saurel - 2.451 m
- Monte Corbioun - 2.430 m
- Cima Fournier - 2.424 m
- Cima del Bosco - 2.377 m
- Punta Rascià - 2.344 m
- Rocca Clarì - 2.051 m

## Rifugi alpini
Per favorire le escursioni e la salite alle vette vi si trovano alcuni rifugi:
- Refuge Napoléon - 2.280 m
- Capanna Mautino - 2.110 m
- Refuge Les Fonts de Cervières - 2.040 m